# 丁香叶忍冬
丁香叶忍冬（学名：Lonicera oblata）是忍冬科忍冬属的植物，是中国的特有植物。分布在中国大陆的河北等地，生长于海拔1,200米的地区，一般生于多石山坡上，目前尚未由人工引种栽培。